# 임시형
임시형(1985년 3월 29일 ~ )은 대한민국의 배구 선수이다. 주전 레프트 공격수로서 탄탄한 수비력을 갖춘 선수로 활동하였으나, 2012년 소속 팀의 승부조작 사건과 연루되어 KOVO로부터 영구 제명되었다.

## 약력
임시형은 서울송전초등학교 4학년에 재학 중에 배구를 처음 시작했다. 처음에는 육상 선수였으나 현재 KOVO 심판으로 활동하는 최정순 당시 배구부 감독의 권유로 배구로 전향하였다. 이후 인창중학교를 거쳐 인창고등학교에 진학했으나, 대학교 진학 과정에서 학비 문제로 어려움을 겪던 그는 당시 인하대학교 배구부 감독이었던 문용관 감독의 도움에 힘입어 인하대학교로 진학했다. 대학 팀 내에서는 주로 동기 김요한의 보조 공격수 역할을 맡았다.

## 프로 경력
임시형은 2007-2008 시즌 드래프트에서 1라운드 4순위로 천안 현대캐피탈 스카이워커스에 입단하였다. 그는 프로 데뷔 시즌에서 "기본기가 탄탄한 선수"라는 평을 받으며 정규리그 득점 190점, 리시브 성공률 61.79%를 기록했고, 2007~2008 시즌 신인 선수상 경쟁자인 김요한 (구미 KB손해보험 스타즈)과 한선수 (인천 대한항공 점보스) 등을 제치고 신인 선수상을 차지했다. 2010년 박철우를 잃은 현대캐피탈에서 문성민을 영입하게 되었고, 그 과정에서 임시형은 하경민과 함께 수원 한국전력 빅스톰으로 트레이드되었다. 원래 문성민이 수원 한국전력 빅스톰에 지명되어 있었기 때문에 일단 수원 한국전력 빅스톰과 계약한 후 트레이드하여 영입하게 된 것이었다.

## 2008~2009 시즌
이어 2008~2009 시즌 초반에 송인석이 어깨 부상으로 전력에서 이탈하면서 임시형은 주전 자리를 잡게 되었다. 뛰어난 수비 능력과 과감한 공격으로 소속팀 현대캐피탈이 1위 자리를 지키는 데 기여하였고, 그 자신은 3라운드 최우수 선수상을 받았다. 그러나 2009년 2월 24일 천안 유관순체육관에서 열린 신협상무와의 2세트 경기 도중 발목이 돌아가는 부상을 당하여 전력에서 이탈하였지만, 빠른 회복 속도로 7라운드부터 다시 코트로 돌아오면서 소속팀 현대캐피탈이 정규리그 우승을 차지하는 데 기여하였다. 그 뒤 NH농협 2009~2010 V-리그까지 천안 현대캐피탈 스카이워커스에서 활동하였다.

## 수상 기록
- 2006년 대학배구최강전 최우수선수(MVP)[4]
- 2008년 NH농협 2007~2008 V-리그 신인 선수상(남자부)
- 2009년 NH농협 2008~2009 V-리그 3라운드 우수 선수상(남자부)

## 참조 문서
1. ↑  전경우 기자 (2012년 2월 13일 18:27). “한국배구연맹, 승부조작 혐의 선수에 '영구제명' 철퇴”. 스포츠월드. 2013년 1월 5일에 원본 문서에서 보존된 문서. 2012년 2월 13일 21:00에 확인함.
2. ↑  류한준 기자 (2008년 3월 11일). “지명은 4순위, 신인왕은 1순위 임시형”. SPORTS2.0. 2008년 4월 10일에 확인함.[깨진 링크(과거 내용 찾기)]
3. ↑  “KOVO 선수별 개인기록”. 2009년 3월 4일에 원본 문서에서 보존된 문서. 2008년 4월 10일에 확인함.
4. ↑  최병규 기자 (2008년 2월 1일). “스포츠 라운지 신인왕 노리는 현대캐피탈 배구 새내기 임시형”. 서울신문. 2008년 4월 10일에 확인함.